# Цикхузен
Цикхузен (нем. Zickhusen) — община в Германии, в земле Мекленбург-Передняя Померания.
Входит в состав района Северо-Западный Мекленбург. Подчиняется управлению Лютцов-Любсторф. Население составляет 582 человека (на 31 декабря 2010 года). Занимает площадь 12,44 км².